# 国家技术信息服务局
国家技术信息服务局（National Technical Information Service，简称NTIS），也译作国家技术信息服务中心、国家技术信息服务系统、国家技术信息服务部，是美国商务部下辖的一个机构，其任务是通过与私营部门的灵活合作，向联邦机构提供创新的数据服务，以推进联邦数据优先事项、促进经济增长并实现卓越运营。NTIS以政府需求的速度为政府机构客户带来行业领先的合作伙伴。
国家技术信息服务局的前身是出版委员会办公室（Office of the Publication Board，简称PB），由哈里·杜鲁门总统于1945年6月8日设立。随后，PB几经更名，1970年易名为NTIS。